# Gymnastik under sommer-OL 2016 – Barre (herrer)
Mændenes barre under sommer-OL 2016 i Rio de Janeiro blev afholdt 16. august 2016 på HSBC Arena. Medaljerne blev overrakt af Sergey Bubka, IOC medlem, Ukraine og Georges Guelzec, FIG eksekutivkomité medlem.